# Saint-Denis-de-Cabanne
Saint-Denis-de-Cabanne is een gemeente in het Franse departement Loire (regio Auvergne-Rhône-Alpes). De plaats maakt deel uit van het arrondissement Roanne. Saint-Denis-de-Cabanne telde op 1 januari 2022 1.252 inwoners.

## Geografie
De oppervlakte van Saint-Denis-de-Cabanne bedroeg op 1 januari 2022 7,65 vierkante kilometer; de bevolkingsdichtheid was toen 163,7 inwoners per km².

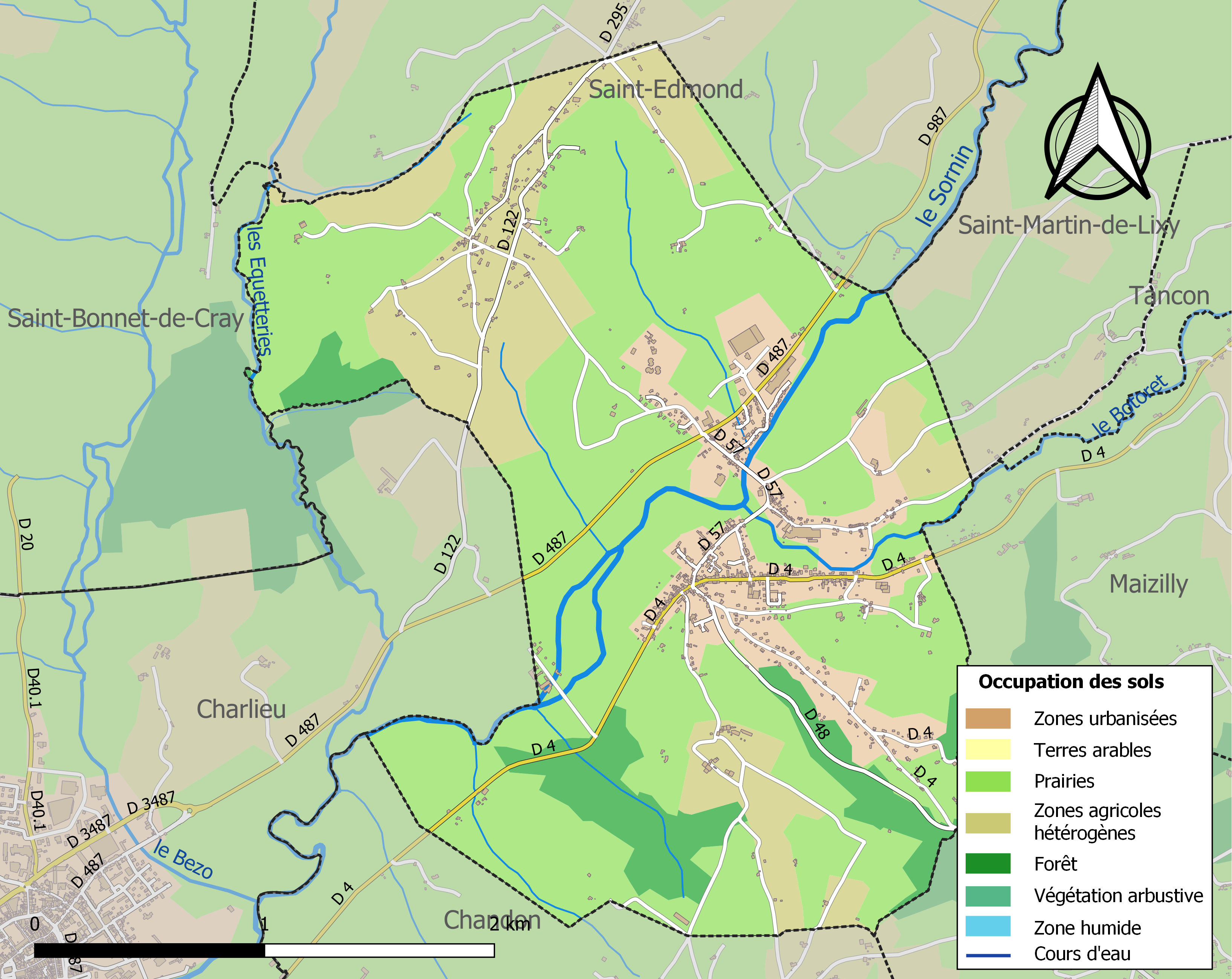
Kaart van de gemeente met de belangrijkste infrastructuur, bodemgebruik en omliggende gemeenten

## Demografie
Onderstaande figuur toont het verloop van het inwonertal (bron: INSEE-tellingen).